# Constantin Bacalbașa
Constantin Bacalbașa (n. 21 august 1856, Brăila, Țara Românească – d. 5 februarie 1935, București, România) a fost un ziarist, memorialist și om politic român. A fondat ziarele cotidiene: Țara, Patriotul, Românimea și revista umoristică Ghiță Berbecul. A îndeplinit funcțiile de membru fondator al Societății Presei și al Sindicatului Ziariștilor, președinte al Sindicatelor Ziariștilor (din 1919) și a scris volume despre Bucureștiul din anii 1800.

## Biografie
Constantin Bacalbașa s-a născut în București la 21 august/2 septembrie 1856, tatăl său fiind Costache Bacalbașa (șeful poliției din Brăila), căsătorit cu Aneta Bobescu. Tatăl său, Costache Bacalbașa era originar, se pare, din satul Telești, județul Gorj, pe malul drept al râului Bistrița, nu departe de Hobița lui Brâncuși. El s-ar fi numit, la naștere, Telescu, dar ar fi fost adoptat de către un unchi, mai marele băcanilor (bacal-bașa) din Galați de unde provine numele de Bacalbașa, cu rezonanțe turcești. Constantin Bacalbașa a copilărit la Brăila unde a urmat cursurile unei școli elementare , apoi trece la  gimnaziul local, înființat în 1871. În anul 1871 ajunge, însoțit de tatăl său, la București, pentru a urma aici cursurile liceului Sf. Sava. În anul 1876 s-a înscris la Facultatea de Drept a Universității din București, pe care n-a terminat-o și pe care o părăsește în 1879, pentru a se consacra carierei de ziarist. A colaborat vreme îndelungată la Drepturile omului, Telegraful, Epoca, Adevărul, Dimineața, Universul.  A făcut parte din prima generație de socialiști-militanți români, fiind unul dintre primii studenți bucureșteni care au fost antrenați în mișcare. În anul 1880 Bacalbașa a fost însărcinat să asigure secretariatul revistei socialiste România viitoare, care a apărut la București în decembrie 1880 cu primul număr, probabil unicul. A luat parte la acțiunile de organizare a studențimii din București și a fost printre reprezentanții studenților bucureșteni la primul congres al studenților din România, care a avut loc la Focșani, între 7/19 și 9/21 septembrie 1880, unde a susținut puncte de vedere specifice mișcării socialiste. Totuși, Bacalbașa  a susținut mai târziu că "Eram socialiști nu prin reflecțiune, ci numai prin temperament și simțire."
Debutul ca ziarist îl face în gazeta Curierul român, la care în 1881, sub pseudonimul Bacon, semnează o traducere Pesimismul în fața socialismului. Ucenicia gazetărească propriu-zisă și-o începe în același an 1881, la jurnalul Telegraful al lui I. C. Fundescu, o gazetă liberală. A fost membru al Partidului Conservator și a fost ales deputat în 1911 și 1912, iar din 1919 a devenit președintele Sindicatului Ziariștilor. A încetat din viață în ziua de 5 februarie 1935, la spitalul Colțea, ca urmare a unei operații. 

## Operă
- Bucureștii de altădată (4 volume scrise între 1927 și 1932), cea mai importantă operă a sa, valoroasă sub raport documentar
- Capitala sub ocupatia dușmanului. 1916-1918, Brăila, 1921; Iași, Tipo Moldova, 2017
- 1001 feluri de măncări, 1934
- "Dictatura gastronomică. 1501 feluri de măncări, București, Editura Universul, 1935 - reeditată la Editura Cartex, în 2009[6]
- Chestia cârciumarilor. Conferință...București, Speranța, 1908
- Răvașe de plăcinte
- Peticul lui Berechet